# ريتشارد كاري (لاعب كرة قدم أمريكية)
ريتشارد كاري (بالإنجليزية: Richard Carey)‏ هو لاعب كرة قدم أمريكية أمريكي، ولد في 6 مايو 1968 في سياتل في الولايات المتحدة.

## وصلات خارجية
- ريتشارد كاري على موقع مرجع كرة القدم المحترفة.كوم (الإنجليزية)